# Elke Peters
Elke Peters (* 31. Dezember 1945; † 8. April 2023) war eine deutsche Filmproduzentin.

## Leben
Elke Peters wuchs in Bochum auf. In den frühen 1980er Jahren kam sie nach Berlin, wo sie als Produktionsleiterin tätig wurde. Anfang der 1990er Jahre zog sie nach Bremen. Mit dem Dokumentarfilm Out of the Present realisierte sie 1995 die ersten professionellen Filmaufnahmen im Weltall. 2002 gründete sie in Bremen die „Neue Mira Filmproduktion“.

## Filmografie (Auswahl)
- 1993: Die Denunziantin
- 1995: Out of the Present (Dokumentarfilm)
- 1999: Der Schrei des Schmetterlings
- 2000: Auslandstournee
- 2005: Am Tag als Bobby Ewing starb
- 2008: Die Schimmelreiter
- 2008: Remarque – Sein Weg zum Ruhm
- 2010: Die Autobiografie des Nicolae Ceausescu (Dokumentarfilm)
- 2016: Rockabilly Requiem